# 高谷恵倫
高谷 恵倫（たかや えり、1989年6月24日 - ）は、関東地方を拠点に活動している日本の女優、ナレーター、和装モデル、司会者。元仙台放送 (OX) のアナウンサー。

## 来歴
宮城県仙台市で出生の後、青森県青森市で育つ。立命館大学文学部卒業。
大学を卒業後、2013年3月からの社員研修を経て同年4月に仙台放送に入社。同期の木下瑠音とともに同局のアナウンサーになる。
2017年3月31日をもって仙台放送を退社し、上京。一時「高山恵子」名義で活動した後、2019年1月から再び本名で活動している。
2023年5月1日、自身のツイッターで夏に出産予定であることを報告した。
2023年8月8日、自身のツイッターで女時の出産を報告した。
かつての所属事務所 =  シーグリーン、フリーランス事務所 =  Curry。2023年12月より吉本興業所属。

## 出演

### テレビ番組
【仙台放送時代】
- MiMiよりマーケット（2013年 - 2016年[12]、仙台放送）
- ジュニ体操（2013年 - 2014年、仙台放送）
- 仙台放送スーパーニュース（2014年 - 2015年、仙台放送） - スポーツコーナー担当
- たかやんとジュニが行く！（2014年 - 2015年、仙台放送）
- 仙台放送みんなのニュース（2015年 - 2017年、仙台放送） - スポーツコーナー担当
- こどものじかん〜JUNIチャンネル〜（2015年 - 2017年、仙台放送）
- 仙台放送NEWS （2013年 - 2017年、仙台放送）

【フリー転身後】
- J:COM 魅つけて！川口・戸田-リポーター ＃47 ＃48（2018年）
- ドラマ 背徳の夜食～チーズタッカルビ編～ 記者・翔子役（津軽弁方言指導）（2019年9月、東海テレビ)
- 「壮絶 闘病から読み解く うつ病を生きる新常識」 （2019年11月、NHK BSプレミアム)
- MUSE9内ドラマ 「百物語一夜行」白藤八重子役（チバテレビ)
- ドラマ ぞくり。3 （2020年6月18日、TOKYO MX)
- Live News イット!-詐欺被害再現VTR（2022年1月14日、フジテレビ)
- アルペンスキーのミカタ-MC（2023年2月13日、J SPORTS)
- RABラ・テ（2024年12月15日、青森放送、ラジオ・テレビ同時生中継)
- ジモトノチカラ（2025年1月7日、BSよしもと)

### 映画
- アニメ「アラーニェの虫籠」キャスター役(声優)（2018年）
  - リファイン版-2023年5月26日公開
- 「闇金クイーン」クラブ客役（2019年）
- 「百物語一夜行」白藤八重子役-製作：株式会社OfficeS（2019年）
- 「ゾン100〜ゾンビになるまでにしたい100のこと〜」ゾンビ役-Netflix（2023年）

### フリーマガジン
- imadoki MAGAZINE 5月号（2013年[13]、仙台放送）

### 舞台
- 未来へつむぐ〜今をありがとう〜  東京公演
  - 2018年11月23日～11月25日-伝承ホール （渋谷区文化総合センター大和田）  飛鳥組 （高山恵子名義）
  - 2019年11月2日～11月3日-目黒区中小企業センターホール[14]
  - 2022年11月25日～11月27日-TOKYO FMホール  櫻花組 佐藤良子役
- 朗読と音楽のライブ「アズ劇」演出：てち 会場：溝ノ口劇場 （2018年1月26日～28日）（高山恵子名義）
- モンタージュ 会場：浅草六区ゆめまち劇場（2018年3月1日～3日）（高山恵子名義）
- 劇団くりびつてんぎょう「ヱビスの王女様」 会場：エコー劇場（2018年10月12日～14日）（高山恵子名義）
- Three Kingdoms 呉国編 会場：新宿村LIVE（2020年7月8日～12日）
- VACAR ENTERTAINMENT 永遠にムーン-医師 財前玲香役 会場：日暮里d-倉庫（東京都）（2021年9月21日～9月26日）
- しみくれ#13 リフォーム【春】 会場：バルスタジオ（東京都）（2021年11月17日～11月22日）
- 演劇ユニットCorneliusCockBlue(s) 「黒のブルース、闇夜のブルーズ」会場：下北沢小劇場楽園（2022年4月14日～4月17日）
- Human Art Theater 「第20回 PREMIUM THEATER・ 桃色カーデイガン」-佐々木薫 役（二人芝居）会場：Studio K （2022年9月3日）
- 朗読会 「みんなちがって、みんないい」-自主企画公演  会場：カフェ コンテハウス（東京）、2023年6月18日-入院の為延期[15]。
- 無呼吸冬眠　リーディングコント　共演-木村樹 （2024年3月31日）
- おむすびシアターBAR 朗読劇 （2024年10月5日）

### Nippon朝女芝
- My Place-オハヨウ劇場40分！ 
  - （カフェサルバドル-2020年9月21日、12月23日、2021年2月14日、2月24日、3月4日、3月25日、4月1日）
  - （ワインワークス南青山-2021年1月23日、3月13日）
- イル・コト-イベント （ワインワークス南青山-2020年11月28日）
- 「これまで♡これから」ありがとう１周年-イベント 会場：下北沢アレイホール（東京都）（2020年12月5日）
- 朝女芝忘年会 会場：カフェサルバドル（東京都）（2020年12月26日）
- オハ劇 ほぼ24時間トーク生配信-終わらない朝-配信イベント 会場：カフェサルバドル（21年2月13日、2月14日）
- いちご・いちえ-イベント 会場：鎌倉観光いちご園他（2021年2月21日）
- 稽古初日
  - 咲き響く 会場：カフェサルバドル（東京都）（2021年3月7日）
  - 今日は笑ってお帰りなさい 会場：カフェサルバドル（東京都）（2021年3月28日、5月30日）
  - 大人のおやつ 会場：カフェサルバドル（東京都）（2021年7月24日）
  - ゆきどけの席 会場：セッションハウス（2021年12月19日）
  - 夜会行 会場：神楽坂 セッションハウス（2022年1月22日）
  - Polygamy 会場：SoylatteSTUDIO「MIKKE」（2022年5月21日）
  - バスケットボールダイアリーズ 会場：NATURUCK茅場町（2022年6月18日）
  - コント3連発 会場：NATURUCK茅場町（2022年8月14日）
  - 不条理コメディ×エチュード劇  会場：NATULUCK茅場町新館（2023年4月22日）
  - ダイヤのモンド  会場：四谷シアターウイング（2023年5月21日）
- カフェ プルメリア-オハヨウ劇場40分！
  - （カフェサルバドル-2021年4月18日、6月12日、6月26日、7月10日、7月31日、8月4日、8月14日、8月25日、9月12日、10月2日、10月17日、12月4日、12月18日）
  - （鎌倉 eredge cafe-2021年4月24日）
  - （渋谷セブンクローバー-2021年8月28日）
- 召しませ朝女芝-トークイベント 会場：カフェサルバドル
  - 2021年10月9日、11月3日、11月23日
  - 2022年1月9日、2月27日、3月6日、4月30日、5月28日、8月11日
  - 2023年3月18日、4月15日、6月17日--入院の為降板[16]。
- 朝からおしゃべり「今日もお世話になります！」会場：カフェサルバドル（東京都）（2021年5月9日、5月20日）
- 朝のおしゃべり-トークライブ 会場：カフェサルバドル（東京都）（2021年6月19日）
- 浴衣で朝のおしゃべり-トークライブ 会場：カフェサルバドル（東京都）（2021年8月8日）
- ぴのとゆいなのワルだくみ with えり-イベント 会場：みどりスタジオ-神奈川（2021年10月24日）
- オハ劇ランド2021-イベント 会場：自由が丘プラス（2021年12月30日）
- 稽古の中見
  - フェイク・F 会場：絵空箱 江戸川橋（2022年1月29日）
  - コント朝女芝 会場：渋谷ふれあい会議室（2022年11月5日）、カフェサルバドル（東京都・2022年12月25日）
  - 1パーセントでいいんだ  会場：カフェサルバドル（東京都・2023年4月29日）
  - 淹れ焦がれ  会場：カフェサルバドル（東京都・2024年1月28日）
- Nippon朝女芝 食欲の春-イベント 会場：スロース神南（東京都）（2022年5月1日）
- フェイク・F-オハヨウ劇場40分！ （2022年2月19日、2月20日、2月23日、3月19日、3月26日、4月2日、5月8日、7月10日、18日-カフェサルバドル・6月19日-西葛西図書館  ）
- 根ほり葉ほり深ぼりりさ子 VOL.6-トークイベント 会場：フェニックスラウンジ（2022年8月6日）
- 「モーニングコール屋」稽古初日&オハゲッ起集会 会場：入谷SOOO  dramatic!（2022年9月11日）
- コント朝女芝 
  - 新作・稽古初日 会場：カフェサルバドル（東京都）（2022年10月8日）
  - お会計SALVADOR!ほか 会場：カフェサルバドル（東京都）（2022年11月20日、12月10日）
  - この度胸がすごい！、行列のできる女医さん-会場：カフェサルバドル（東京都）（2023年3月11日）
  - お会計SALVADOR!-会場：カフェサルバドル（東京都）（2023年3月19日）
  - この度胸がすごい！、お会計SALVADOR!-会場：カフェサルバドル（東京都）（2023年3月26日）
- MORNING CALLER LEGENDS 稽古の中見(特別無料見学会) 会場：（東京都）（2022年10月10日）
- モーニングコール屋-3作品オムニバス 会場：コフレリオ新宿シアター（2022年10月19日～23日）
- 朝女芝・卒業式 会場：カフェサルバドル（東京都）（2022年12月24日）-在女芝選抜メンバー
- オハ劇ランド 2022 会場：シアターウィング（東京都）
  - 2022年12月29日-稽古初日-ババンババンバンバン-体調不良のため欠席[17]
  - 2022年12月30日-1.稽古の中見-年忘れコント、2.お楽しみ企画
- 1パーセントでいいんだ：カフェサルバドル（東京都）
  - （2023年5月14日、6月3日--入院の為降板[16]。）
  - 2023年11月26日、2023年12月17日
- 朝笑い『コントの中見！』足立くん-カフェサルバドル（東京都）（2023年5月28日）
- 朗読 ひとり読む朝「5つのお話」-カフェサルバドル（東京都）（2023年10月29日）-出産後復帰作
- オハ劇学校 創作の教室-四ツ谷シアターウィング（東京都）（2023年12月29日）
- Pray for 能登-カフェサルバドル（東京都）（2024年1月8日）
- オハ劇学校　演技の教室-カフェサルバドル（東京都）（2024年1月20日）
- 笑う門には福来る『淹れ焦がれ』-カフェサルバドル（東京都）（2024年2月17日、18日）

### 劇団あさごはん
- 新団体結成イベント （萬劇場-2024年5月18日）
- 淹れ焦がれ （2024年6月16日、7月27日、8月11日、9月14日、9月29日、10月20日 2025年	2月８日、2月15日）
- あさごはん感謝祭 クリスマス会 （2024年12月21日）
- あさごはん感謝祭 忘年会 （2024年12月30日）
- 稽古初日 （2025年3月29日）
- カフェプルメリア （2025年4月5日）
- 賑やかなサイレント （2025年5月17日、6月8日、7月6日）
- 浴衣イベント （2025年8月10日）

### 梯子を外す会 (高谷恵倫企画公演)
- 梯子を外す会 （ゲスト :舞、フェニックスラウンジ-2024年8月17日）
- 赤の変 （トークショー、合いの手:彩木りさ子、光-2024年9月22日）
- イカサマ （コント、ゲスト:成瀬樹理、秋葉原モジャキュー-2024年11月30日）
- 妖かしの編 （怪談会、ゲスト :満茶乃、陽岳寺-2025年1月19日）
- 衝動的ミステリーツアー （光塾-2025年8月16日）

### DVD
- ぞくり。怪談夜話 投稿実話物語 冥 ～キセキ～ アナウンサー役（2018年、十影堂エンターテイメント）
- ぞくり。怪談夜話 投稿実話物語 怨 ～道導～ 主役（2019年、十影堂エンターテイメント）

### イベント
- 第22回 JAPANドラッグストアショー-東京ビッグサイト（2022年8月19日～21日）

### モデル
- 株式会社くるり 和装モデル 梅春、夏
- リクルートキャリア Web広告 若いママ役

### ナレーション・声の出演
- 胃がん手術 患者様用説明VTR
- 日本テレビ「6 from HiGH&LOW THE WORST」主婦役（声の出演）
- マトリックスインターナショナルホテル ホテル紹介VTR
- アルソック ブクブクシャワージェット ナレーション
- 小径腎がん 腎凍結療法VTR ナレーション
- Radi－Cool 企業VTR ナレーション
- トーショー機材 PV ナレーション
- 国立がん研究センター 癌手術PV ナレーション
- 宝仙堂『あすか温活内服液』テレビCM  ナレーション
- 日本ピザハット採用Web CM  ナレーション（2023年）

### ビデオパッケージ
- 住友生命 企業研修用VTR ナビゲーター
- アクセンチュア VP アナウンサー
- FOOMA JAPAN2018 Web番組リポーター
- 不二窯業株式会社 インナーVTR ナビゲーター
- 三菱マテリアル インナーVTR アナウンサー役
- パーソル 会員様用 講座VTR ナビゲーター
- 石油機器工業会 石油機器紹介VTR 社員ナビゲーター役

### YouTube
- Hiroaki【ビジュアルを時代考証】 2021年～2022年-出演・ナレーション
- 朗読 長崎の鐘 映像制作umashika - YouTubeチャンネル
- 新しい生活様式HANNOスタイル【アウトドア編】 Hanno City - YouTubeチャンネル
- J-PAS fleairy 紹介動画 -介護士役 衣服型アクティブパワーアシストスーツJ-PAS fleairy - YouTubeチャンネル 2021年
- これから胃がんの手術を受ける方へ ナレーター 公益財団法人がん研究会 - YouTubeチャンネル
- 最新石油機器見聞録「石油機器と灯油のある暮らし」寒冷地版、最新石油機器見聞録「石油機器と灯油のある暮らし」通常版一般社団法人日本ガス石油機器工業会 - YouTubeチャンネル
- 中小機構 ジェグテック 企業紹介ムービー、  J-GoodTech TV - YouTubeチャンネル-レギュラーリポーター